# Arturo Jáuregui (Fußballspieler, 1943)
Arturo Jáuregui Muñoz (* 1943 in Guadalajara, Jalisco), auch bekannt unter dem Spitznamen „El Gallo“, ist ein ehemaliger mexikanischer Fußballspieler auf der Position eines Verteidigers.

## Laufbahn
Jáuregui stand während seiner gesamten fußballerischen Laufbahn bei seinem Heimatverein Chivas Guadalajara unter Vertrag, mit dem er in der Saison 1969/70 den insgesamt achten Meistertitel des CD Guadalajara, den Pokalwettbewerb und den Supercup gewann.

## Erfolge
- Mexikanischer Meister: 1969/70
- Mexikanischer Pokalsieger: 1969/70
- Mexikanischer Supercup: 1970